# Jean-Baptiste Pitrot
Pour les articles homonymes, voir Pitrot.
Scènes principales
Théâtre-Italien de Paris
Théâtre de la Monnaie
Jean-Baptiste Pitrot, dit Pitrot cadet, est un danseur et maître de ballet français né à Bordeaux le 22 mai 1729 et mort à Bruxelles le 4 janvier 1809.

## Présentation
Il est le fils Barthélemy Pitrot, acteur qui sillonna la province française durant la première moitié du XVIIIe siècle, et de Jeanne Thérèse Lévêque. Il est le frère cadet d'Antoine Pitrot.
Il commence sa carrière avant 1748 au Théâtre-Italien de Paris. Il y est notamment remarqué dans L'Opérateur chinois, ballet de Jean-Baptiste Dehesse représenté le 11 janvier 1749. Assez bon chorégraphe, il donne Les Tartares au même théâtre, dont la première représentation a lieu le 14 août 1755.
Les directeurs du Théâtre de la Monnaie de Bruxelles, D'Hannetaire et Gourville, font appel à lui en 1756. Pitrot danse ensuite à Lille en 1758, puis est codirecteur du théâtre de Gand de 1758 à 1759, et retourne à la Comédie-Italienne en 1759. Il obtient ensuite l'autorisation de donner des représentations à Liège en 1760, puis retourne à Lille en 1761 et à Gand en 1762. Le 7 mai 1762, Pitrot débute à La Haye comme premier danseur et maître de ballet. Il y donne coup sur coup Les Chasseurs, Le Vieillard rajeuni, Le Tailleur, Les Tonneliers allemands et Le Brouetteur italien.
Après une longue absence, Pitrot revient à Bruxelles en 1771, comme maître de ballet engagé par les directeurs Ignaz Vitzthumb et Louis Compain. Après une nouvelle éclipse, il revient à Bruxelles en 1784, où il épouse une jeune fille de 31 ans sa cadette et dont il aura un fils prénommé Antoine, qui fera carrière dans la magistrature. Le 4 novembre 1805, il fait paraître l'annonce suivante dans L'Oracle :

« Pitrot, ancien premier danseur et maître de ballets, ayant été appelé à toutes les cours d'Europe pour y remplir cet emploi, prévient les maîtres et maîtresses de pensions, que depuis un an il a repris son état de maître de danses ; ceux qui auront besoin de lui, pourront s'adresser rue des Cailles, n° 729, section 6 ; il aura l'honneur de se rendre où il sera demandé. »

Il y a peu de chance que ses offres aient rencontré le succès attendu, car il a alors 76 ans. Il meurt peu après au Grand Hospice de Bruxelles.